# Личадеево
Личаде́ево — село в Ардатовском районе Нижегородской области, административный центр Личадеевского сельсовета.

## Этимология
Вероятно, название происходит от мордовского языческого имени Личадей, имеющего происходящего от корня лича — «добро». С названием села связаны также две легенды: одна — про орудовавшую когда-то в этих краях разбойницу по имени Лича; другая — про девушку с таким же именем, пытавшуюся убить царя Ивана Грозного во время одного из его казанских походов и за это казнённую.

## История
В середине XIX века село Личадеево было расположено при реке Теше и речке Нуче, в 20 верстах от города Ардатова. Село входило в состав второго стана Ардатовского уезда. Южнее села проходила Московско-Симбирская дорога. В 1853 году село посетил писатель П. И. Мельников. В то время он в чине коллежского советника был командирован в Нижегородскую губернию для изучения раскола и борьбы с ним.
Вот что рассказал Мельников о селе и его обитателях:

здешние крестьяне торгуют маслом и имеют сношения с раскольниками и молоканами. Работы на золотых приисках, сношения по торговле маслом с Оленецкой губернией, Петербургом и Москвой способствуют развитию беспоповщины, и сношения с молоканами Тамбовской, Воронежской, Саратовской губерний и с поселенцами на Молочных водах способствует развитию молоканской ереси. Личадеевские извозчики более, нежели какие-нибудь другие, перевозят письма раскольничьи и молоканские с разных концов России…

В 1859 году в селе насчитывалось 233 дома и 1750 человек населения (799 мужчин и 951 женщина). По тем же сведениям, в селе действовала православная церковь и церковно-приходское училище. Согласно переписи 1897 года в селе проживало 1913 человек: 840 мужчин и 1073 женщины. В 1885 году удельное ведомство купило Личадеевскую лесную дачу у светлейшего князя Павла Ивановича Ливена за 227 тыс. руб.
Первым удельным управляющим в Личадеево был назначен Александр Яковлевич Садовский. Его сын Борис Александрович Садовской, поэт, прозаик, драматург, литературный критик, в 1920 году написал автобиографические «Записки», в которых ярко и колоритно изобразил знакомых ему обитателей из Ардатовского уезда. Основные религиозные группы в селе Личадеево православная и старообрядческая. Были евангелисты и баптисты. У православных работала церковь, у старообрядцев — молельня, секты работали на домах. До 1917 года в Личадееве была волость и Личадеево являлось волостным центром. Управляли селом старосты — Ощипков, Горюшин. По имени Горюшина называется лесная борушка. Горюшину был поставлен памятник, который сохранен на кладбище.
В начале XX века в селе числилось два бакалейно-гастрономических заведения, принадлежавшие И. П. Ларину и Т. Г. Яниной. По данным 1910 года, в селе насчитывалось 449 дворов, составлявших одно крестьянское общество. В 1912 году число дворов сократилось до 440. В то время в селе жило 2555 человек. Совокупная численность крестьянского скота составила 1600 голов.
До 1917 года в селе было двухклассное училище, с 1930-х годов существовала неполная школа, а в 1940 году образовалась средняя школа.
В 1929—1931 годах Личадеево было центром Личадеевского района.
В селе находятся Дом культуры, библиотека, почтовая контора, два магазина, аптека.
В 2012 году началось возрождение церкви в честь великомученика Феодора Стратилата.

## Географическое положение
Село Личадеево находится на юго-западе Нижегородской области России, на автомобильной дороге Арзамас — Саконы, на правом берегу реки Нучи, в 2—3 км от места её впадения в Тёшу. Административный центр муниципального округа Ардатов находится в 20 км к Юго-Западу от Личадеева. На северо-западе к селу примыкает деревня Докукино, оно соединено шоссейными дорогами на востоке с селом Пятницы (расстояние 5 км) и на юге — с селом Мечасово (4 км), а также просёлочными дорогами на севере с посёлком Красная Речка (3 км) и на юго-западе — с селом Голяткино (3 км). Высота над уровнем моря около 113 метров.
Село Личадеево, как и вся Нижегородская область, находится в часовой зоне МСК (московское время). Смещение применяемого времени относительно UTC составляет +3:00.

## Административная принадлежность
Село Личадеево является центром Личадеевского сельсовета, входящего в состав Ардатовского муниципального округа Нижегородской области Российской Федерации.

## Климат
Село находится в зоне умеренно-континентального климата, который характеризуется холодной продолжительной зимой и тёплым, но достаточно коротким летом. За год выпадает в среднем 450—550 мм осадков, из них 68 % — в виде дождя и 32 % — в виде снега. Среднегодовая относительная влажность воздуха — 76 %. Снежный покров достигает 50 см, а в особо снежные зимы может достигать одного метра и более.
Весна приходит резко, обычно к середине апреля, при этом вплоть до середины мая нередки заморозки. Лето сравнительно короткое и достаточно жаркое — в отдельные годы температура может достигать 36 °C. Шапка лета приходится на июль. В конце весны и лета нередки грозы — их может случаться до 20 за год, почти каждый год выпадает град. Осень приходит в сентябре и стоит до начала ноября, но уже в сентябре нередки заморозки. Зима наступает в начале ноября и продолжается до середины марта. Обычно первый снег выпадает в октябре и держится в течение пяти месяцев, сходит к 10—15 апреля. Почва промерзает на глубину 70—90 см.
Вегетационный период составляет 189 дней, продолжительность безморозного периода — 137 дней.

## Население
| Численность населения | Численность населения | Численность населения | Численность населения | Численность населения | Численность населения | Численность населения | Численность населения | Численность населения | Численность населения | Численность населения |
| 1780                  | 1859                  | 1897                  | 1912                  | 1916                  | 1978                  | 1002                  | 1999                  | 2002                  | 2010                  | 2021                  |
| --------------------- | --------------------- | --------------------- | --------------------- | --------------------- | --------------------- | --------------------- | --------------------- | --------------------- | --------------------- | --------------------- |
| 1298                  | ↗1750                 | ↗1913                 | ↗2555                 | ↗2565                 | ↘1022                 | ↘889                  | ↘824                  | ↘775                  | ↘648                  | ↘471                  |

## Инфраструктура
В селе тринадцать улиц: 1 Мая, Больничная, Зелёная, Кооперативная, Луговая, Мира, Парковая, Северная, Советская, Солнечная, Трудовая, Центральная и Школьная.

## Социальная сфера
В селе расположено отделение Почты России (индекс — 607154).

## Известные люди
- В селе родился Константин Васильевич Макаров — Герой Советского Союза.